# 第1号弦乐四重奏 (莫扎特)
《G大调第一弦乐四重奏》，K.80，是沃尔夫冈·阿马德乌斯·莫扎特于1770年创作的三乐章弦乐四重奏。

## 结构
全曲长约 16 分钟，共四乐章
1. 柔板,
2. 快板,
3. 小步舞曲, C 大调弦乐三重奏,
4. 回旋曲（快板）,